# 宗像忠典
宗像 忠典（むなかた ただのり、1962年3月13日 - ）は、福島県郡山市出身の元社会人野球選手（投手）。高校野球指導者。日本大学東北高等学校保健体育科教諭、同校硬式野球部元監督。

## 来歴
日大東北高時代は、エースとして吉田康夫とバッテリーを組み活躍したが甲子園出場はなし。
高校卒業後は、日本大学へ進学し硬式野球部に入部。東都大学1部リーグでは、通算27試合登板、2勝10敗の成績を残す。1学年下に和田豊がいた。
大学卒業後は、地元である福島県郡山市に本拠地を置く強豪社会人野球チームのヨークベニマルに入団。また、郡山ベースボールクラブというクラブチームで全国準優勝も果たしている。
現役引退後、1987年10月に母校である日大東北高の野球部監督に就任。1990年に夏の甲子園に出場。海星高（長崎県）を破り甲子園初勝利を挙げる。しかし、甲子園での勝利はその時以来遠ざかっている。
その後はやや低迷するが、1996年に6年ぶりの甲子園出場を果たすと1998年までの3連覇をはじめとして2003年までの8年間で7度の県大会決勝進出、5度の優勝という同校の黄金時代を築いた。しかし甲子園ではいずれも初戦敗退。2004年以降は甲子園から遠ざかっている。2001年決勝の聖光学院戦では延長11回7-8という劇的な試合も演じている。
夏の大会、二年連続準優勝（2006・2007）という安定した指導力をみせたが、2007年の秋季県大会をもって監督を退任した。
監督を務める傍ら、日大東北高のOBなどで構成される野球チーム「ニチダイファッツ」に所属しエースとして活躍、2004年から3年連続で早起き野球県大会出場を果たしている。
2018年春から部長として現場復帰、同年秋からは前監督の中村猛安と入れ替わる形で監督に復帰した。2019年夏の大会では、復帰1年目で決勝に進出するも聖光学院に敗れ準優勝に終わった。
2021年の夏の大会の決勝で、福島県大会13連覇の聖光学院を破った光南高校を5-4の逆転サヨナラで勝利し、18年ぶり8度目となる甲子園への出場を果たした。試合後のヒーローインタビューの際、今季での監督引退を発表した。その後の甲子園大会では近江高校に1回戦で初戦敗退となった。日大東北の後任監督には同校野球部OBでコーチを務めていた、吉田翔が就任している。

## 甲子園での成績
- 春：出場0回
- 夏：出場8回・1勝8敗
- 通算：出場8回・1勝8敗